# Mythical River
Albums de Moutin Factory Quintet
2016
(Deep)
Mythical River est un album du Moutin Factory Quintet, groupe des frères François et Louis Moutin, sorti le 17 mai 2019 chez Laborie Jazz.

## À propos de l'album
Le contrebassiste François Moutin vit à New York, son frère jumeau Louis Moutin habite à Paris ; les deux frères se retrouvent régulièrement pour jouer ensemble, notamment au sein de leur Moutin Factory Quintet. Après Thomas Enhco et Jean-Michel Pilc, le rôle de pianiste est assuré par Paul Lay.
Mythical River est enregistré trois jours après une tournée de deux semaines le long du Mississippi. Les deux frères jumeaux sont inspirés par ce fleuve, « creuset géographique d’où sont issues les musiques aujourd’hui universelles – blues, jazz, soul, rock… ». Le réalisateur Bruce Bankel réalise un documentaire sur leur voyage, dans le film Mississipi Dreaming : the road trip, sorti en 2019,.

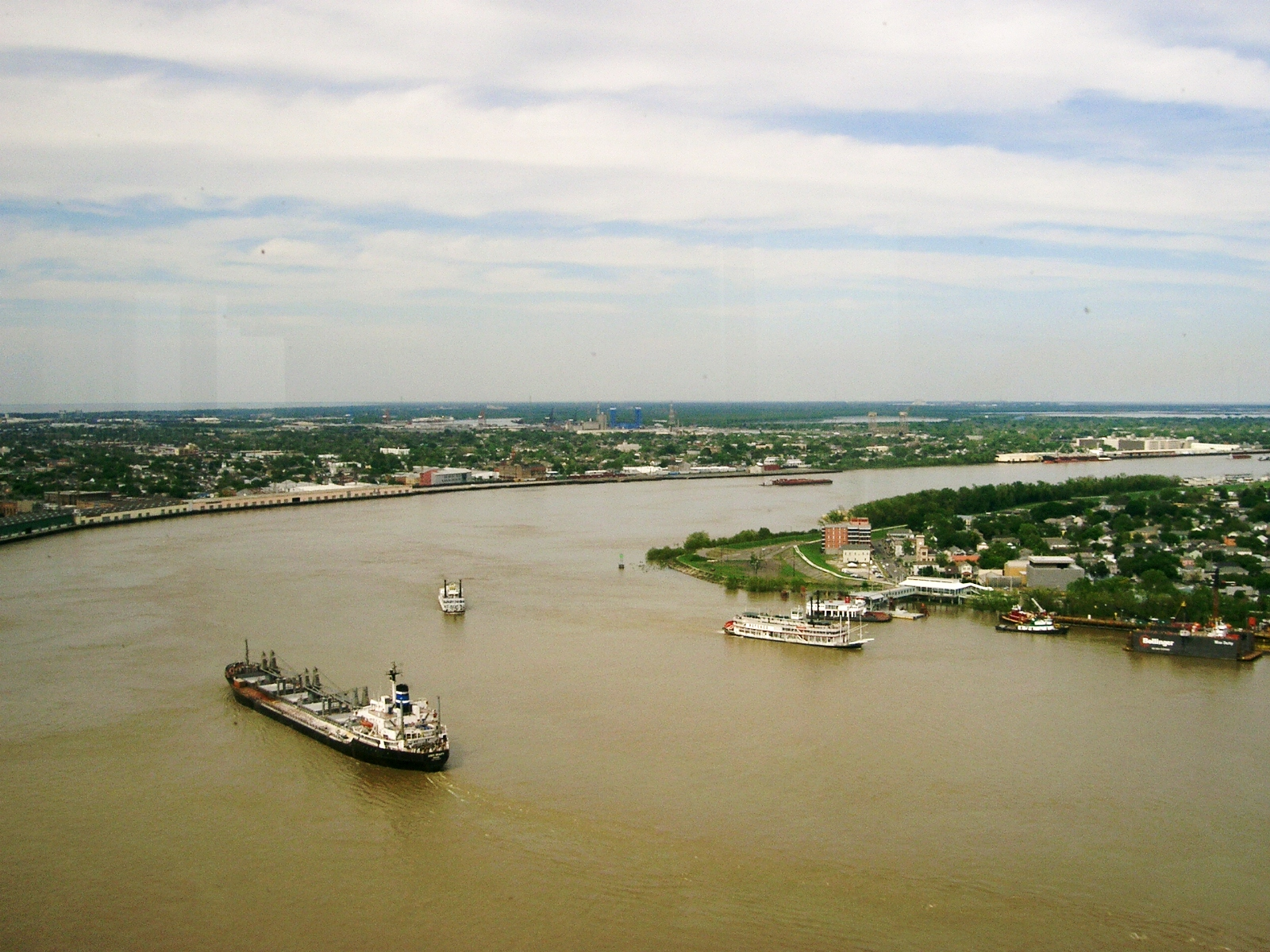
Le Mississippi à La Nouvelle-Orléans.

Les pistes 2 à 4 (No Human is Illegal, Fight and Anger et Tears and Despair) ont originellement été composées pour le film documentaire No Human is Illegal (2016), réalisé par Richard Ledes, et tourné à Lesbos, juste après que l'Europe prenne la décision de renvoyer les nouveaux arrivants demandeurs d'asile,. Le morceau No Human is Illegal est construit sur une boucle de huit mesures à trois temps : « la ligne de contrebasse alterne entre un motif fixe de 2 mesures type « occident » et une réponse « orientale » (avec François qui utilise des quarts de tons) de deux mesures plus improvisées. L'atmosphère est pensée « lourde » et statique, à l'image de ce qui est raconté dans le film. La guitare colore à l'occidentale tandis que le sax évoque l'Orient par les modes qu'il joue », selon Louis Moutin.
Sur Wayne's Medley, les frères Moutin jouent en duo des compositions de Wayne Shorter.

## Critique
La presse accueille l'album de façon largement favorable. Dans la sphère francophone, on peut lire sur le site de FIP : « il semble que le groupe tienne avec leur nouvel album l'un de ses meilleurs opus ». Télérama, Francis Marmande dans Le Monde, Jean-Yves Chaperon sur RTL, Philippe Vincent dans Jazz Magazine, saluent également l'album. La presse anglophone est également positive : All About Jazz, Jazz Weekly, JazzTimes…

## Pistes
| No  | Titre               | Musique                  | Durée |
| --- | ------------------- | ------------------------ | ----- |
| 1.  | Forward             | François et Louis Moutin | 4:40  |
| 2.  | No Human is Illegal | François et Louis Moutin | 4:33  |
| 3.  | Fight and Anger     | François et Louis Moutin | 4:41  |
| 4.  | Tears and Despair   | François et Louis Moutin | 5:09  |
| 5.  | Summer Twilight     | François et Louis Moutin | 6:02  |
| 6.  | Echoing             | François et Louis Moutin | 6:33  |
| 7.  | Wayne's Medley      | Wayne Shorter            | 4:32  |
| 8.  | Trauma              | François et Louis Moutin | 4:35  |
| 9.  | Blessed and Cursed  | François et Louis Moutin | 6:16  |
| 10. | In Love             | François et Louis Moutin | 4:53  |
| 11. | Take It Easy        | François et Louis Moutin | 7:52  |

## Musiciens
- François Moutin : contrebasse
- Louis Moutin : batterie, chant sur Summer Twilight et Wayne's Medley
- Paul Lay : piano
- Manu Codjia : guitare électrique
- Christophe Monniot : saxophone alto et sopranino
- Axelle du Rouret : chant sur Summer Twilight